# Best Of (Gianluca Grignani)
Best Of è una raccolta di Gianluca Grignani, uscita nel 2009.

## Il disco
L'album contiene due CD con i più grandi successi di Gianluca Grignani dal 1995 al 2009, in ordine casuale. I CD presentano entrambi due tracce bonus, canzoni dello stesso in lingua francese o spagnola. Vi è solo un duetto all'interno della raccolta, Vuoi vedere che ti amo con L'Aura, che è anche l'ultimo singolo che risale a prima della raccolta. I testi e le musiche sono state totalmente scritte e composte dal solo Grignani, ad esclusione di Che ne sarà di noi, composta con Andrea Guerra.

## Tracce
Disco 1
1. Destinazione Paradiso – 3:50
2. Cammina nel sole – 4:28
3. Uguali e diversi – 4:39
4. Liberi di sognare – 3:58
5. L'aiuola – 3:32
6. Baby Revolution – 4:36
7. Mi stracci il cuore (perdere il controllo) – 4:21
8. Lacrime dalla luna – 4:00
9. La mia storia tra le dita – 5:08
10. Le mie parole – 4:51
11. Il re del niente – 3:54
12. L'allucinazione – 4:37
13. Campi di popcorn – 4:06
14. Bambina dallo spazio – 3:58
15. L'estate – 4:21
16. Vuoi vedere che ti amo (feat. L'Aura) – 4:21
17. Destino Paradiso – 4:08
18. Tout me va – 3:50

Disco 2
1. La fabbrica di plastica – 4:07
2. Falco a metà – 4:44
3. Che ne sarà di noi – 3:53
4. Ciao e arrivederci – 4:20
5. Arrivi tu – 3:55
6. Il giorno perfetto – 3:38
7. Primo treno per marte – 5:11
8. Speciale – 4:59
9. Succo di vita – 3:56
10. Mi piacerebbe sapere – 4:38
11. Solo cielo – 4:17
12. La canzone – 4:19
13. Francy – 4:18
14. The Joker – 3:33
15. Controtempo – 4:38
16. Il gioco di Sandy – 3:36
17. Mis palabras – 4:51
18. Lagrimas de la luna – 3:58

## Classifiche
| Classifica (2009) | Posizione massima |
| ----------------- | ----------------- |
| Italia            | 21                |